# Primula vulgaris
Primula acaulis é uma espécie de planta com flor pertencente à família Primulaceae, vulgarmente chamada pão-de-leite, pão-e-queijo, primavera, prímula, quejadilho ou rosa-de-páscoa.
A autoridade científica da espécie é (L.) L., tendo sido publicada em Fl. Angl. 12 (1754).

## Portugal
Trata-se de uma espécie presente no território português, nomeadamente os seguintes táxones infraespecíficos:
- Primula acaulis  subsp. acaulis - presente em Portugal Continental. Em termos de naturalidade é nativa da região atrás referida. Não se encontra protegida por legislação portuguesa ou da Comunidade Europeia.